# Sarah Blackwood
Sarah Nicole Blackwood (født 15. oktober 1980 i Burlington, Ontario), også kendt som Sarah Sin, er en canadisk singer-songwriter. Hun er mest kendt for sin medvirken i indierockbandet Walk off the Earth.

## Karriere
Blackwood blev født i den canadisk provins Ontario i byen Burlington. Da hun var 27 optrådte hun første gang med psychobilly-bandet The Creepshow, hvor hun erstattede sin søster, Jennifer Blackwood, der var gravid på dette tidspunkt. Det var meningen at Jennifer skulle vende tilbage til bandet, men det gjorde hun ikke, og Sarah blev derfor fuldgyldigt medlem. I 2008 udgav hun sit debutalbum som solokunstner Way Back Home, og det første album med The Creepshow kaldet Run For Your Life. I 2010 udkom hendes soloalbum Wasting Time og samme år udkomet They All Fall Down med The Creepshow. Hun forlod bandet i 2012, og blev efterfølgende internationalt kendt ,da hun i en video på YouTube med Walk Off The Earth spillede en coverversion af Somebody That I Used to Know som oprindeligt var med den australske sanger Gotye. I 2013 udkom albummet R.E.V.O. med Walk Off The Earth med Blackwood ombord. Bandet havde eksisteret siden 2006 og fik kontrakt med Columbia Records i 2011.
I 2013 sang Blackwood duet med Michael Poulsen på sangen "Lonesome Rider" med det danske heavy metalband Volbeat på deres femte studiealbum Outlaw Gentlemen & Shady Ladies. Poulsen udtalte til Ultimate-Guitar.com: "She's formerly known as the frontperson in Creepshow, which is a Canadian rockabilly band, and now she's in a band called Walk Off The Earth. We knew her from back when we wanted to bring Creepshow on tour."

## Privatliv
Blackwood er i et forhold med Gianni "Luminati" Nicassio fra Walk Off The Earth. Sammen har de tre sønner.

## Diskografi
som solokunstner
- 2008: Way Back Home
- 2011: Album "Live at CTO" med Daniel Flamm
- 2010: Wasting Time
- 2012: Wait It Out (EP)

med The Creepshow
- 2008: Run for Your Life
- 2010: They All Fall Down

med Walk Off The Earth
- 2012: Vol. 1
- 2012: Vol. 2
- 2013: R.E.V.O.
- 2015: Sing It All Away
- 2017: Fire In My Soul
- 2019: Here We Go

Gæsteoptræden
- 2013: "Lonesome Rider" (med Volbeat på deres album Outlaw Gentlemen & Shady Ladies)